# Sete Cidades (Ponta Delgada)
Sete Cidades (Sieben Städte) ist eine portugiesische Gemeinde (Freguesia) im Kreis (Município) von Ponta Delgada auf der Azoreninsel São Miguel mit 701 Einwohnern (Stand 19. April 2021) auf einer Fläche von 19,2 km², die Bevölkerungsdichte beträgt somit 36,5 Einwohner pro km².

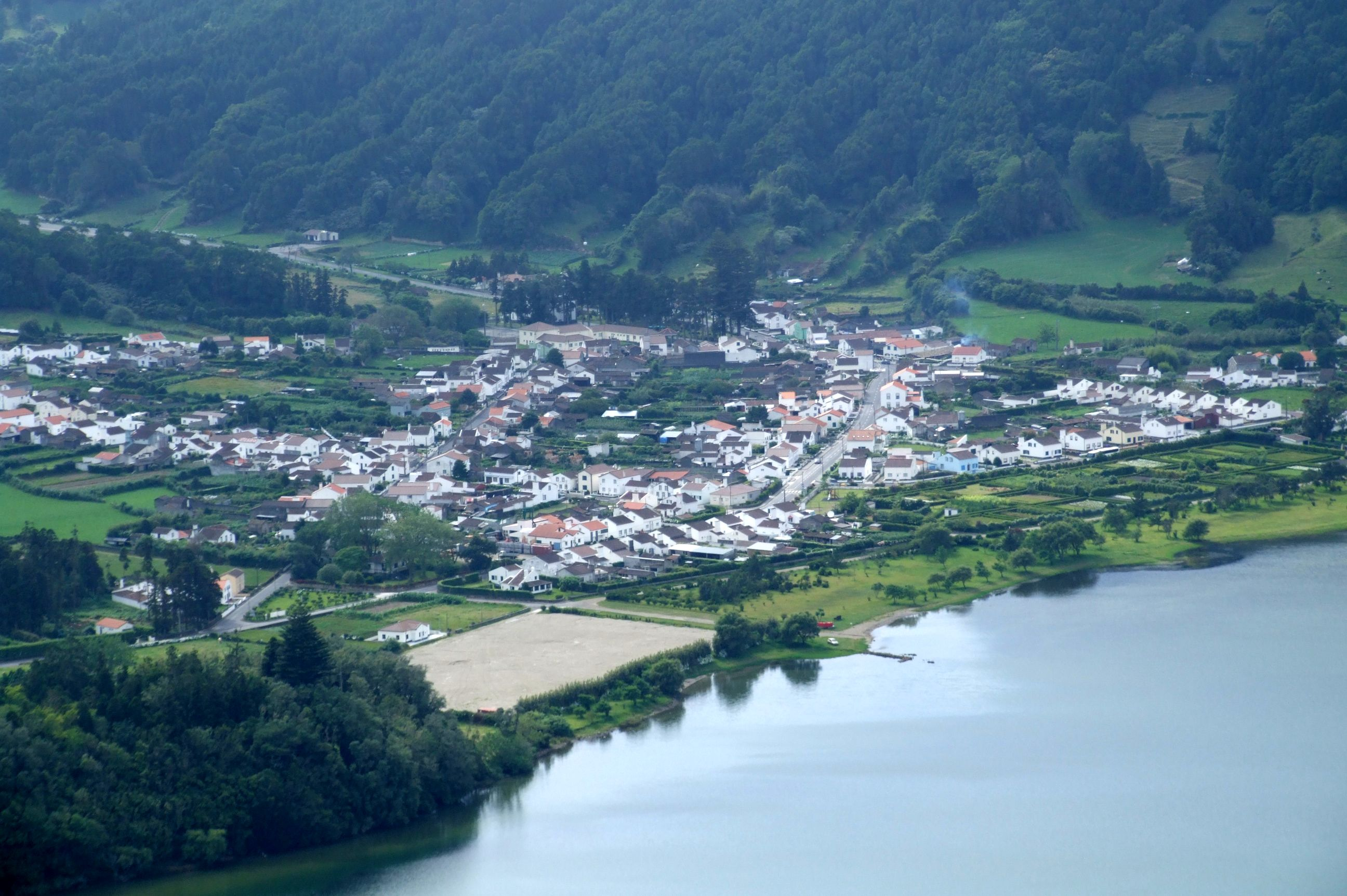
Sete Cidades

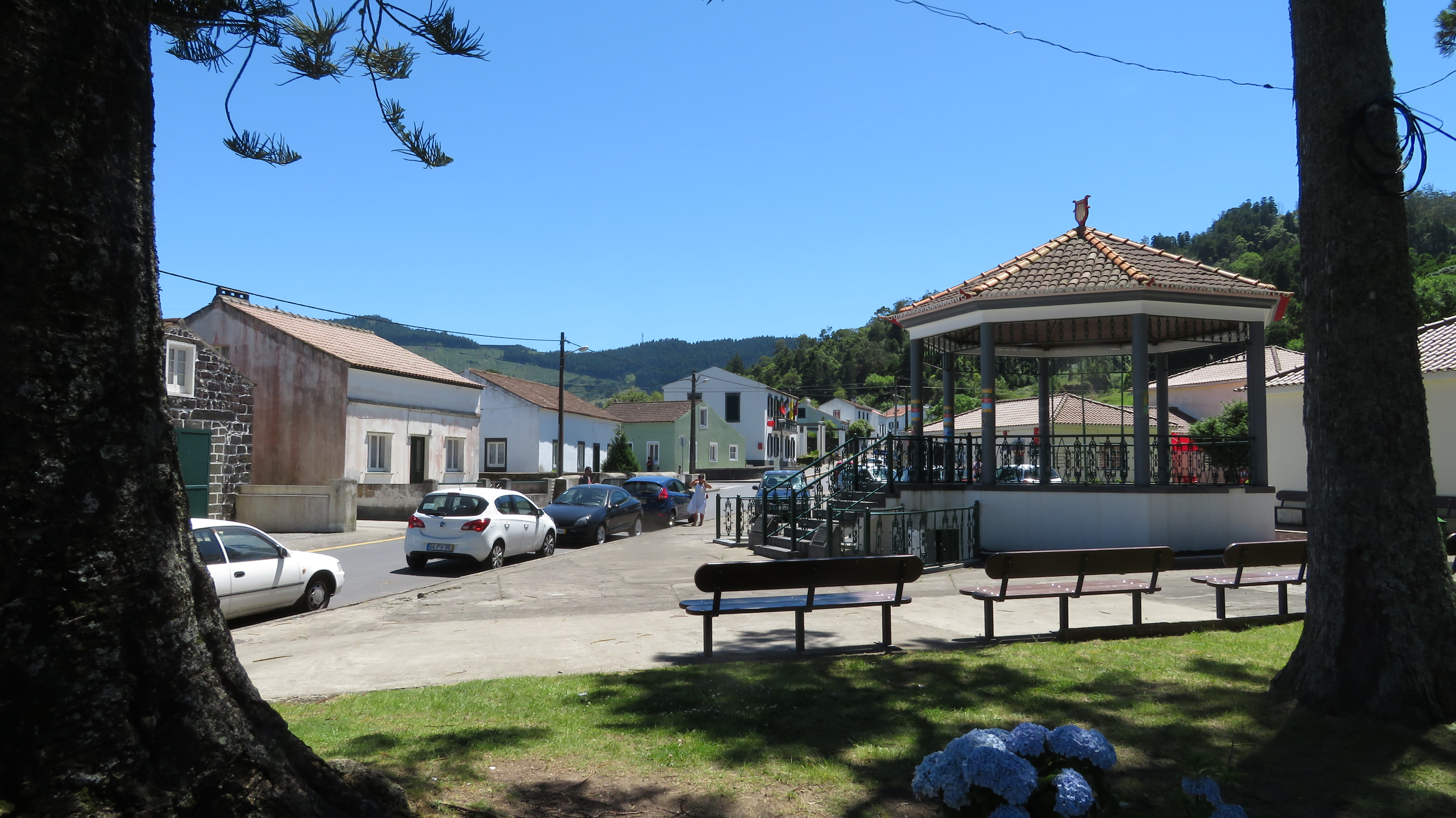
Pavillon im Ortskern

Sie befindet sich auf 37,87° nördlicher Breite und 25,78° westlicher Länge auf etwa 260 m Höhe im Inneren der vulkanischen Caldeira Sete Cidades am Rande des gleichnamigen Sees. Am Rande des Dorfes befinden sich die kleineren, stellenweise dicht bewachsenen Nebenkrater Caldeira Seca und Caldeira do Alferes. Der Name der Ortschaft bezieht sich auf Legenden von Sieben Städten im Atlantik und taucht im portugiesischen Sprachbereich häufiger auf. Neben der Pfarrkirche des Ortes befindet sich ein Denkmal, das die sieben Städte durch sieben Pyramiden darstellt.

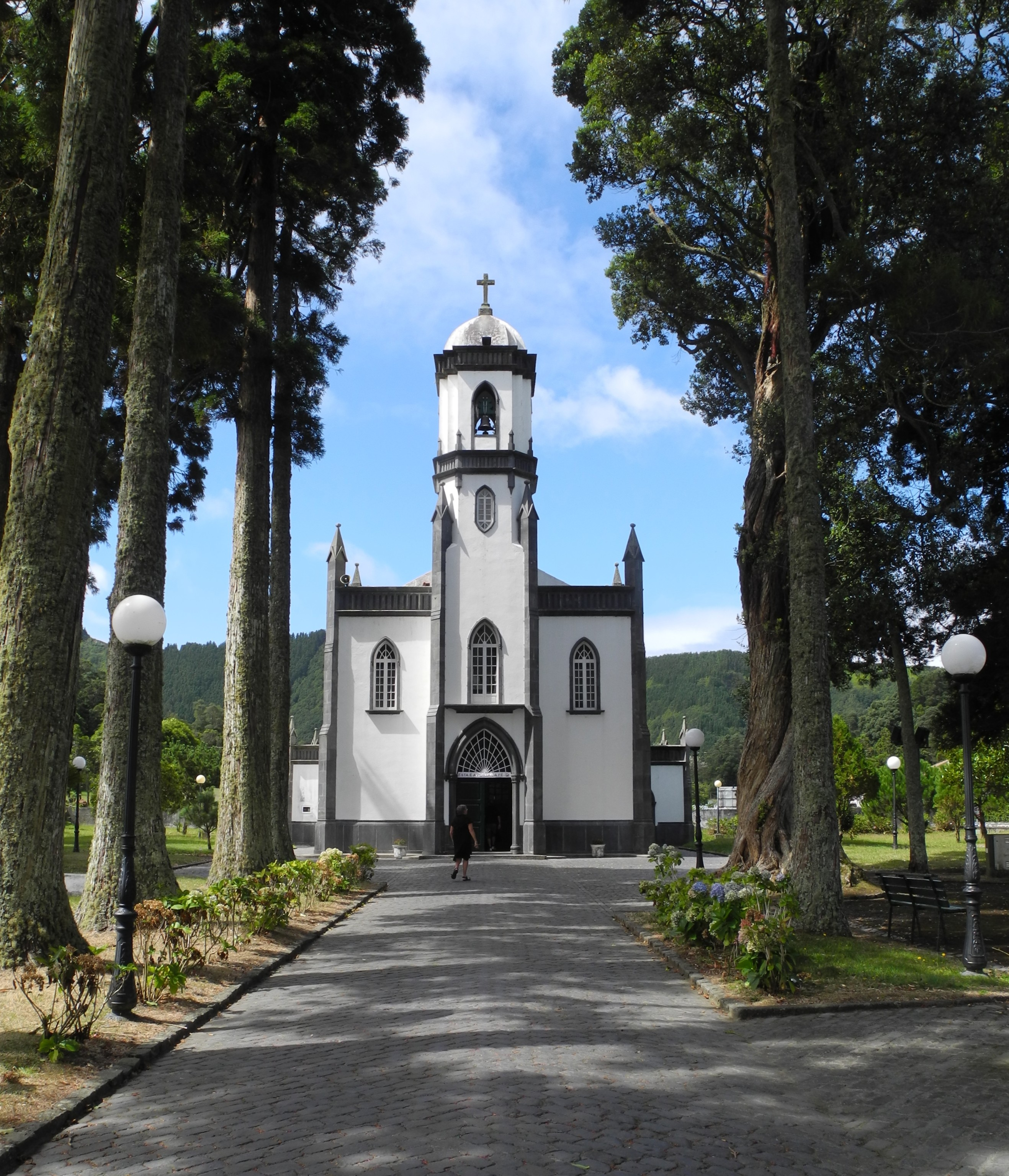
Igreja S. Nicolao

Sete Cidades hat ein Rathaus, eine Primarschule, einen Dorfladen, ein Dorfgemeinschaftshaus und einen Fußballplatz. Die Pfarrkirche (São Nicolao), zu der eine Allee führt, wurde 1857 im Stil der Neogotik erbaut. In der Ortsmitte wurde vor dem Dorfgemeinschaftshaus ein Pavillon errichtet, gegenüber befindet sich die Heilig-Geist-Kapelle von 1996.
Der Ort Sete Cidades ist Ausgangspunkt verschiedener Wanderwege und wird von Touristen viel besucht. Besonders bekannt ist der Aussichtspunkt Miradouro da Vista do Rei in 550 m Höhe ü. d. M., dessen Name an den Besuch des portugiesischen Königs Carlos I im Jahre 1901 erinnert.